# Nerf lingual
Le nerf lingual est un nerf sensitif issu du nerf mandibulaire (V3), lui-même issu du nerf trijumeau (V).
Sur son trajet, depuis la langue vers le nerf mandibulaire, le nerf lingual traverse la loge sublinguale où il est en rapport étroit avec le canal de Wharton, il effectue ensuite une anastomose avec le nerf alvéolaire inférieur puis détache la corde du tympan (fibres gustatives) en direction du nerf facial via la fissure pétro-tympano-squameuse de Glaser.
La fonction propre du nerf lingual est de recevoir les afférences sensitives des 2/3 antérieurs de la langue ; de plus, il transporte les afférences gustatives des 2/3 antérieurs de la langue qu'il transmet au nerf facial via la corde du tympan.